# Sunday (The Day Before My Birthday)
«Sunday (The Day Before My Birthday)» es una canción del músico electrónico Moby, publicada como quinto sencillo del álbum de estudio de 2002, 18. Fue publicado en el Reino Unido el 3 de marzo de 2003. Cuenta con un sample de la canción "Sunday", de la fundadora de Sugar Hill Records, Sylvia Robinson.

## Vídeo musical
El vídeo musical de la canción presenta nuevamente al grupo de pequeños extraterrestres que apareció previamente en el vídeo musical de "In This World", en una misión de retorno a la Tierra. Esta vez son divisados por los habitantes, en el Paseo de la Fama de Hollywood. Se convierten en celebridades de renombre y disfrutan de un gran éxito, incluso apareciendo en una serie de televisión. El final del vídeo muestra a los extraterrestres pilotando la nave espacial de vuelta a su mucho menos estresante planeta natal.

## Lista de canciones

### CD: Mute/CDMUTE280 (UK)
1. «Sunday (The Day Before My Birthday)» (radio mix) - 3:22
2. «And I Know» - 4:45
3. «Iss» - 8:45
4. «Sunday (The Day Before My Birthday)» − vídeo